# 斯皮德 (堪薩斯州)
斯皮德（英語：Speed）是一個位於美國堪薩斯州菲利普斯縣的城市。

## 地方資料
根據2020年美國人口普查的數據，斯皮德的面積為0.39平方千米，當中陸地面積為0.39平方千米，而水域面積為0.00平方千米。當地共有人口37人，而人口密度為每平方千米94.87人。